# Zavrelimyia punctatissima
Zavrelimyia punctatissima är en tvåvingeart som först beskrevs av Maurice Emile Marie Goetghebuer 1934.  Zavrelimyia punctatissima ingår i släktet Zavrelimyia och familjen fjädermyggor. Arten har ej påträffats i Sverige. Inga underarter finns listade i Catalogue of Life.